# Cape Vik
Cape Vik är en udde i Antarktis. Den ligger på Coronation Island i Sydorkneyöarna. Argentina och Storbritannien gör anspråk på området.
Terrängen inåt land är kuperad åt sydost, men åt nordost är den bergig. Havet är nära Cape Vik åt sydväst. Trakten är obefolkad.